# Monastère de la Sainte-Trinité de Vilnius

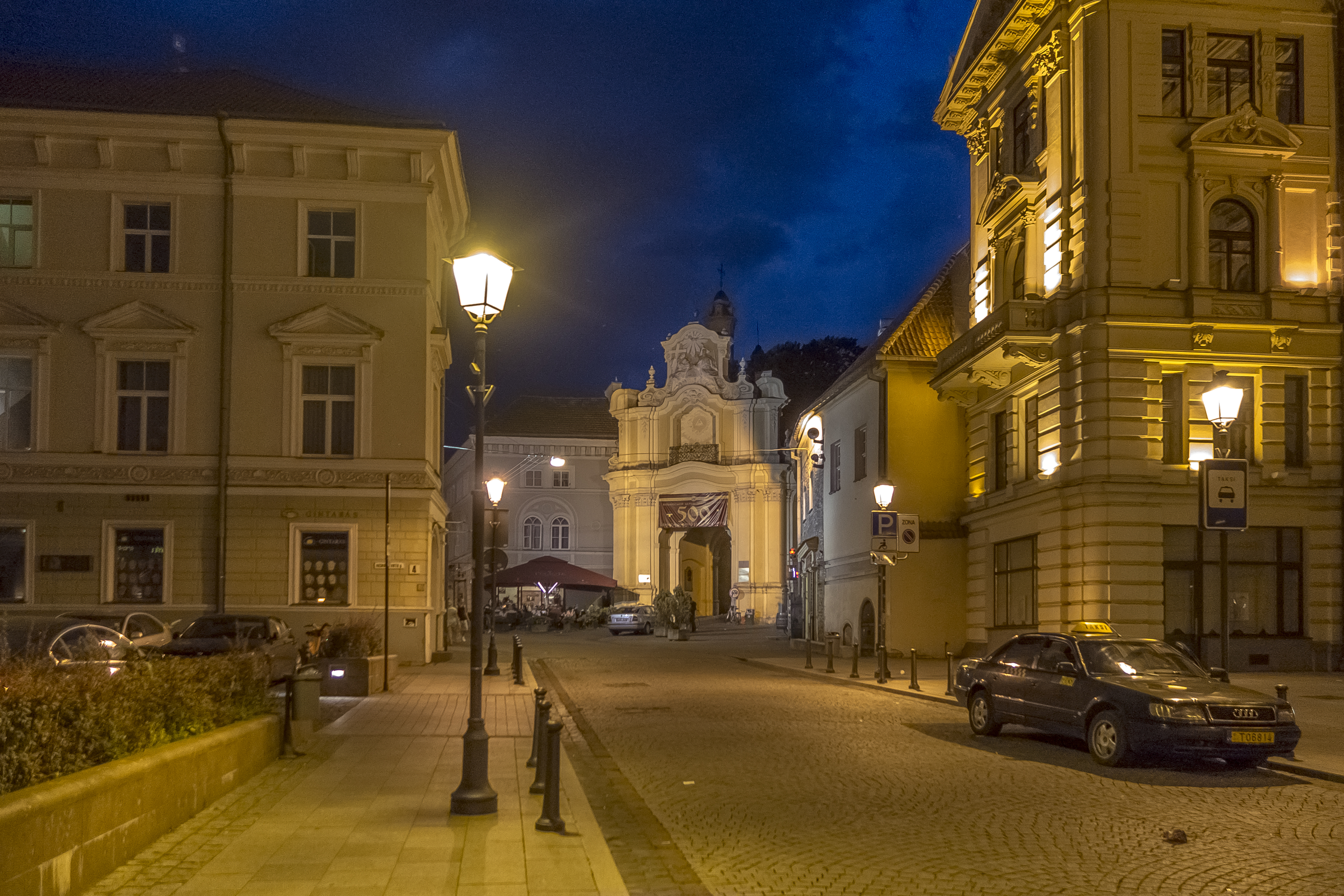
La porte basilienne vue depuis la rue centrale de la ville

Le Monastère de la Sainte-Trinité (en ukrainien : Монастир Святої Трійці, en lituanien : Vienuolynas ir Šv. Trejybės cerkvė, polonais : monaster św. Trójcy) est un monastère construit à Vilnius par l'Église ruthène et le hetman de Lituanie Konstanty Ostrogski en remerciement à Dieu pour la victoire à la bataille d'Orsha. Elle appartient aujourd'hui à l'Ordre de Saint-Basile le Grand et à l'Église gréco-catholique ukrainienne.
L'église est dédiée à la Sainte Trinité. A côté de l'église, le monastère comprend une porte d'entrée fortifiée, une université, un complexe hôtelier pour les visiteurs et des cellules monastiques. L'église est entourée de quatre tours d'angle.
Ce monastère est associé à l'Union de Brest comme Josaphat Kuntsevych, archevêque de Polatsk qui a prononcé ses vœux ici et a passé les premières années de sa vie monastique, ainsi qu'un éminent réformateur de l'ordre basilien, Veliamyn Rutsky.

## Histoire

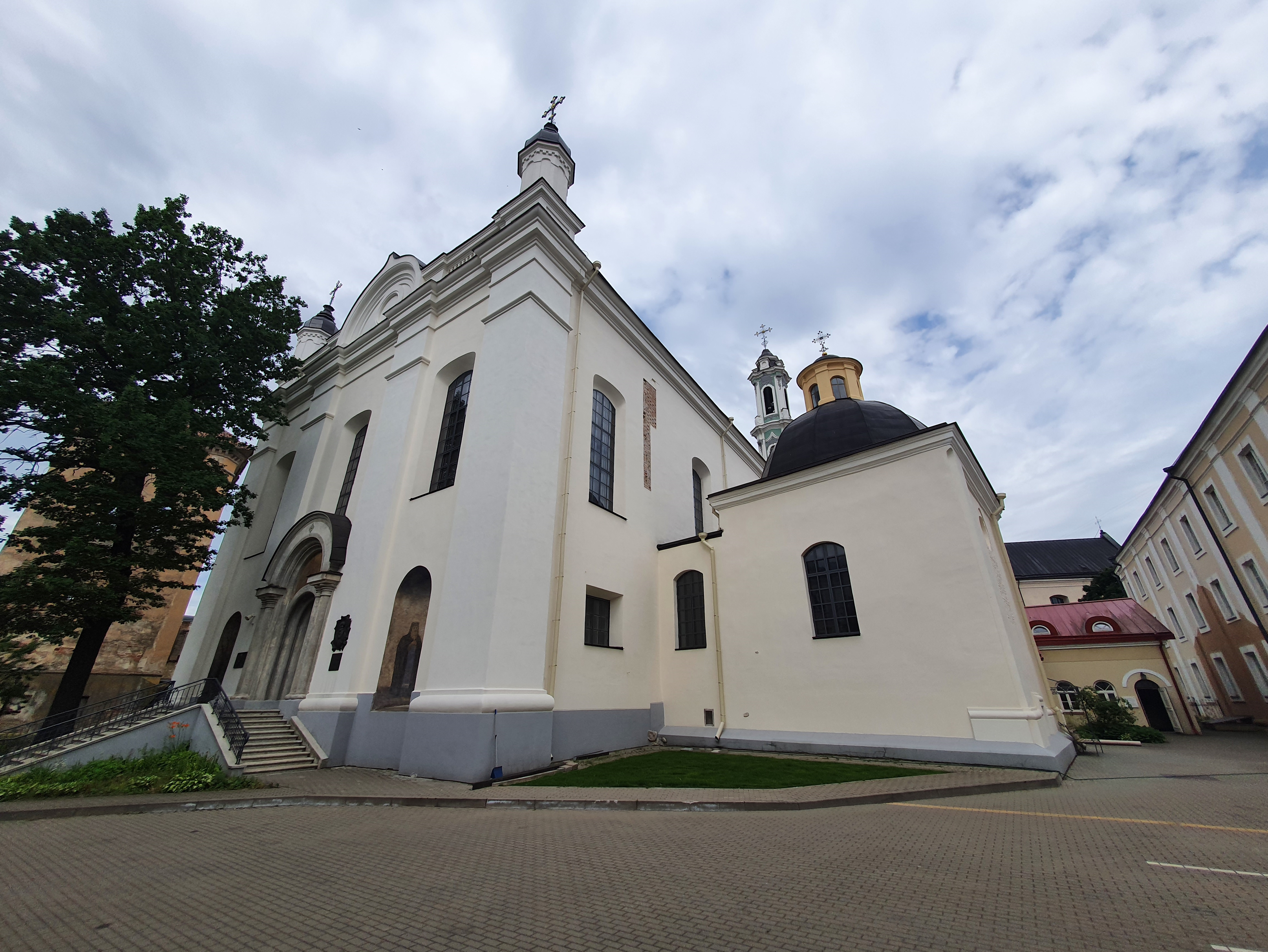
Façade avant de l'église grecque-catholique de la Sainte-Trinité à Vilnius

Selon la légende, la première église en bois aurait été construite au XIVe siècle par Ouliana de Tver, épouse du grand-duc Algirdas, à l'endroit où, en 1347, les nobles d'Algirdas Antoine, Jean et Eustache moururent en martyrs de la foi chrétienne et premiers saints chrétiens du Grand-Duché de Lituanie.
La première église en pierre de la Sainte-Trinité avec un clocher a été construite par Konstanty Ostrogski en 1514 en remerciement pour la victoire des forces polono-lituaniennes sur les troupes moscovites près d'Orsha (bataille d'Orsha). L'église originale a été construite en style gothique. Dans la première moitié du XVIIe siècle, trois chapelles furent ajoutées à l'église. En 1609, par un édit du roi de Pologne Sigismond III Vasa, l'église et le monastère furent transférés à l'ordre basialien.
La première chapelle de l'Annonciation de la Sainte Théotokos a été construite sur les fonds de Janusz Skumin Tyszkiewicz et était située à droite de l'entrée principale. Dans la crypte de la chapelle ont été enterrés le père du fondateur, Theodor Skumin-Tyszkiewicz (mort en 1618), le fondateur lui-même et son épouse, Barbara Naruszewicz (morte en 1627). Dans la chapelle est conservée sa pierre tombale en marbre, œuvre de maîtres italiens. De nos jours, dans la chapelle sont célébrées des liturgies selon le rite byzantin.
La deuxième chapelle, appelée Saint-Luc, a été construite en 1622 sur les fonds d'Eustache Korsak-Hołubicki, un grand partisan de l'Union de Brest. Aux côtés de son fondateur, dans la crypte sous la chapelle reposent ses fils Ivan et Grigori. 
La troisième chapelle est intitulée Exaltation de la Vraie et vivifiante Croix de Notre Seigneur. Le fondateur de cette chapelle avec crypte familiale était un scribe du Grand-Duché de Lituanie Jan Kolenda en 1628.
Dans l'église subsistent de précieuses pierres tombales. Un monument unique de l'époque de la Renaissance en Lituanie est la pierre tombale du bourgmestre de Vilna Othanasius Braha et de son fils Antoine avec un blason, une inscription cyrillique et un riche ornement floral daté de 1576. 
En 1670, des fonds furent versés pour la rénovation de l'église par le grand hetman de Lituanie Michał Kazimierz Pac et le grand trésorier Hieronymus Kryszpin-Kirchenstein, en particulier pour l'autel de Saint Josaphat Kuntsevych.
Les moines basiliens furent bannis du monastère en 1821 et l'aile du monastère des hommes fut transformée en prison. Entre 1823 et 1824, le poète romantique Adam Mickiewicz et d'autres étudiants de l'Université de Vilnius, furent emprisonnés dans le monastère pour leur engagement dans des organisations secrètes luttant pour l'indépendance de la République des Deux Nations de Pologne et de Lituanie contre la domination russe.

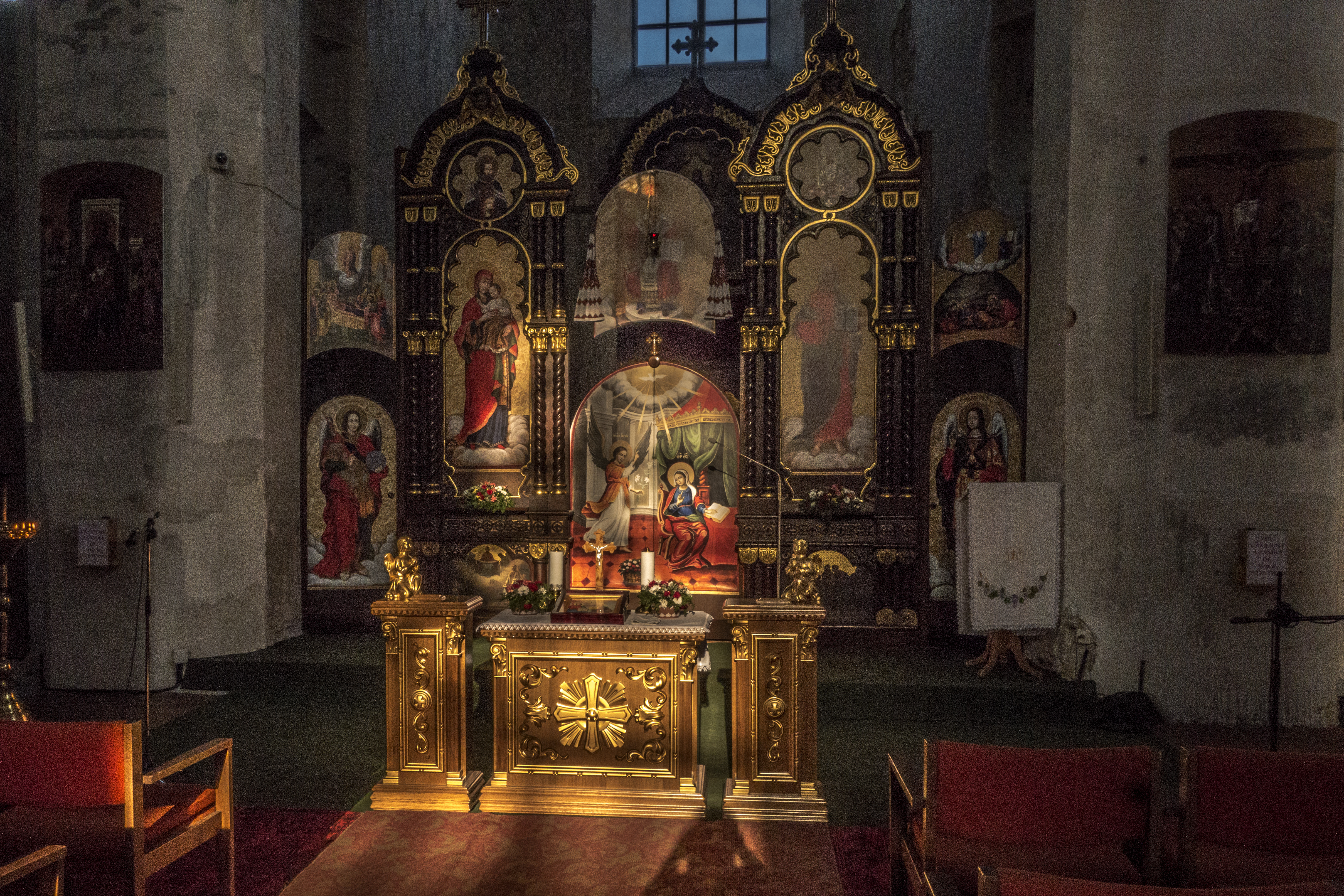
Autel principal de l'église

## Galerie

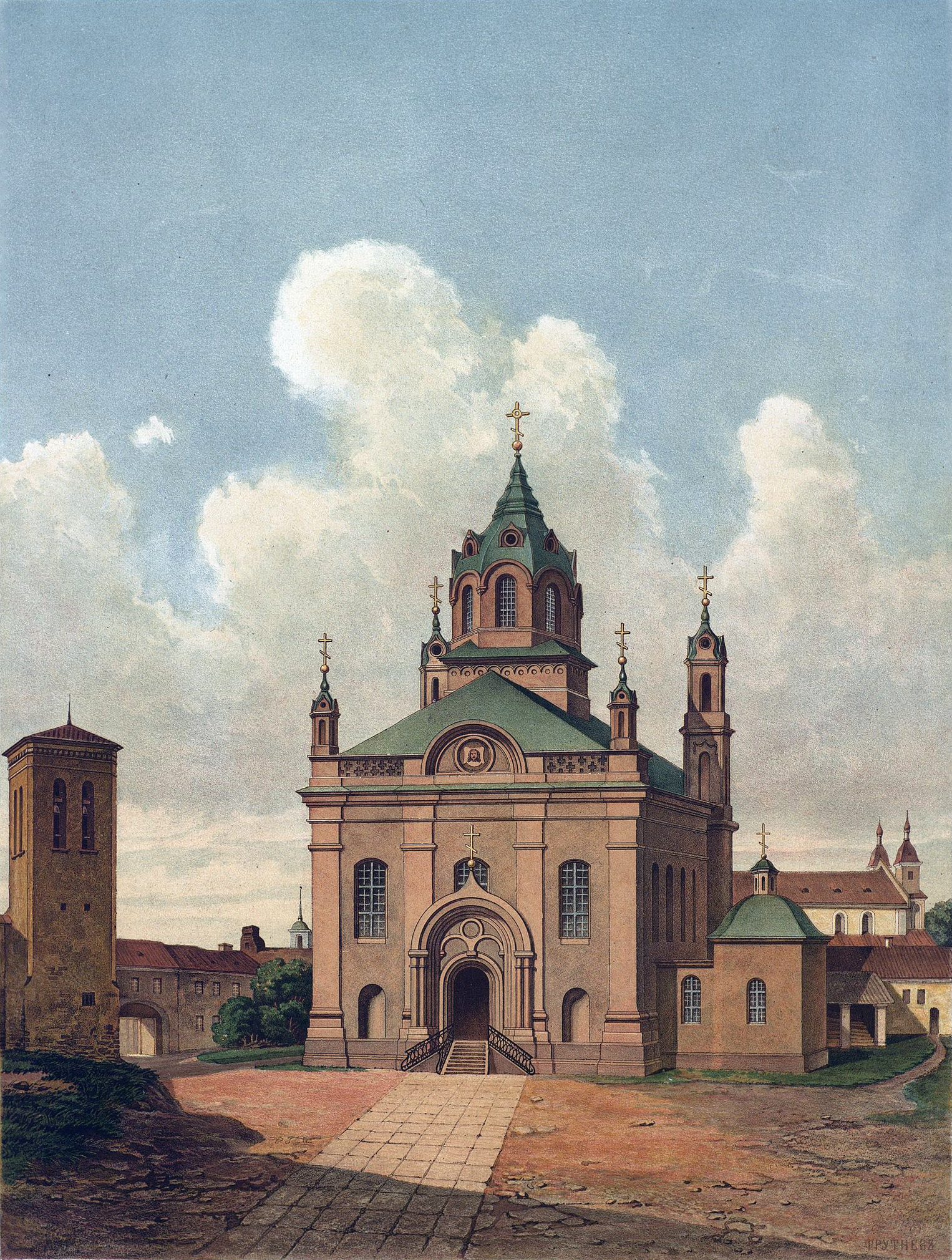
L'église en 1870
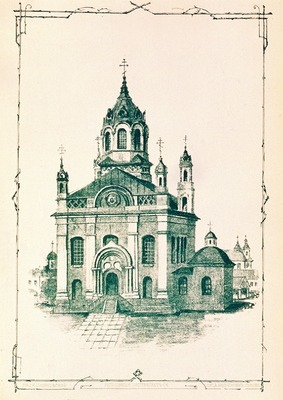
Croquis de 1896 de l'église pendant l'occupation russe
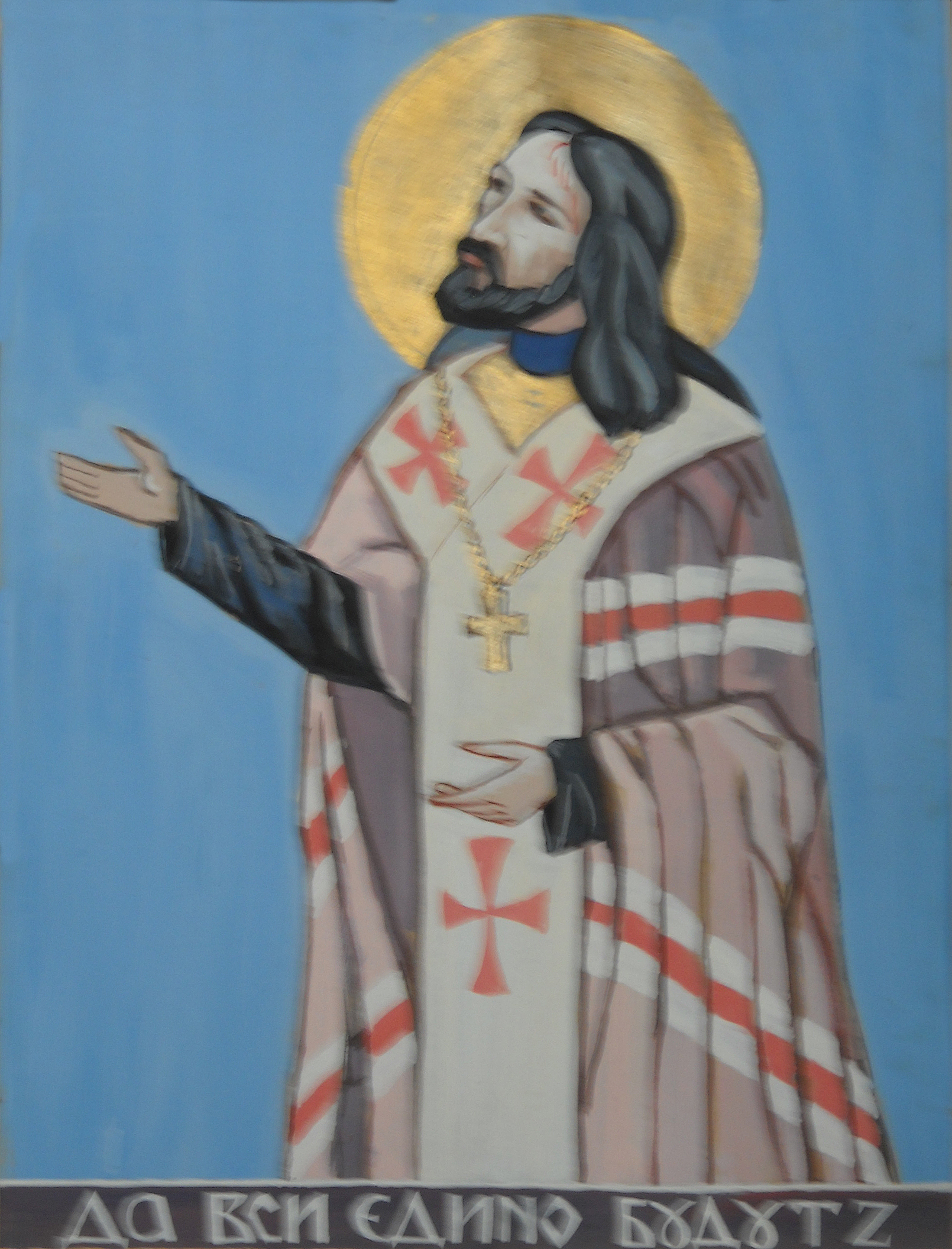
Représentation de Saint Josaphat, « Et tous seront ensemble »
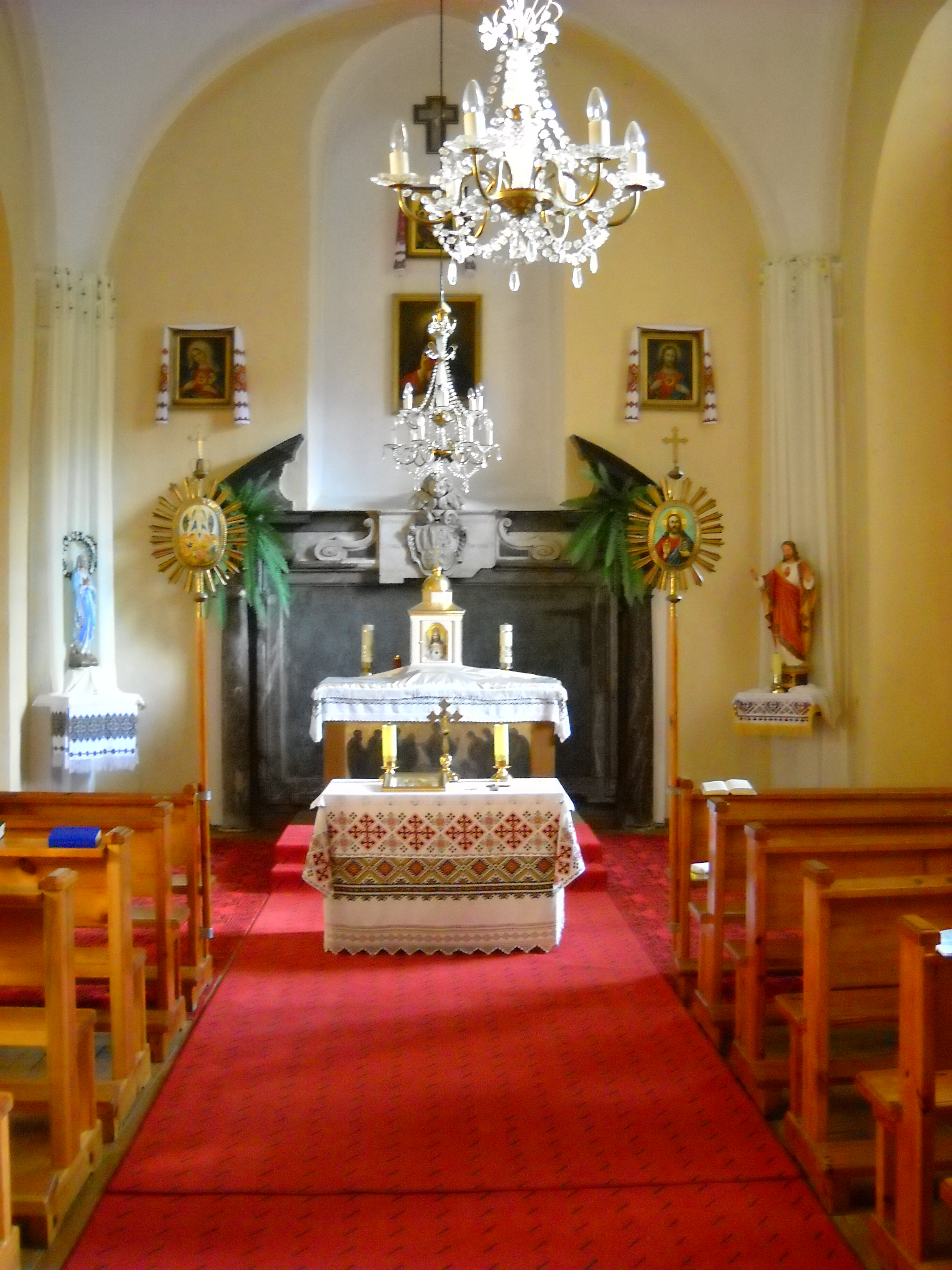
Intérieur d'une chapelle
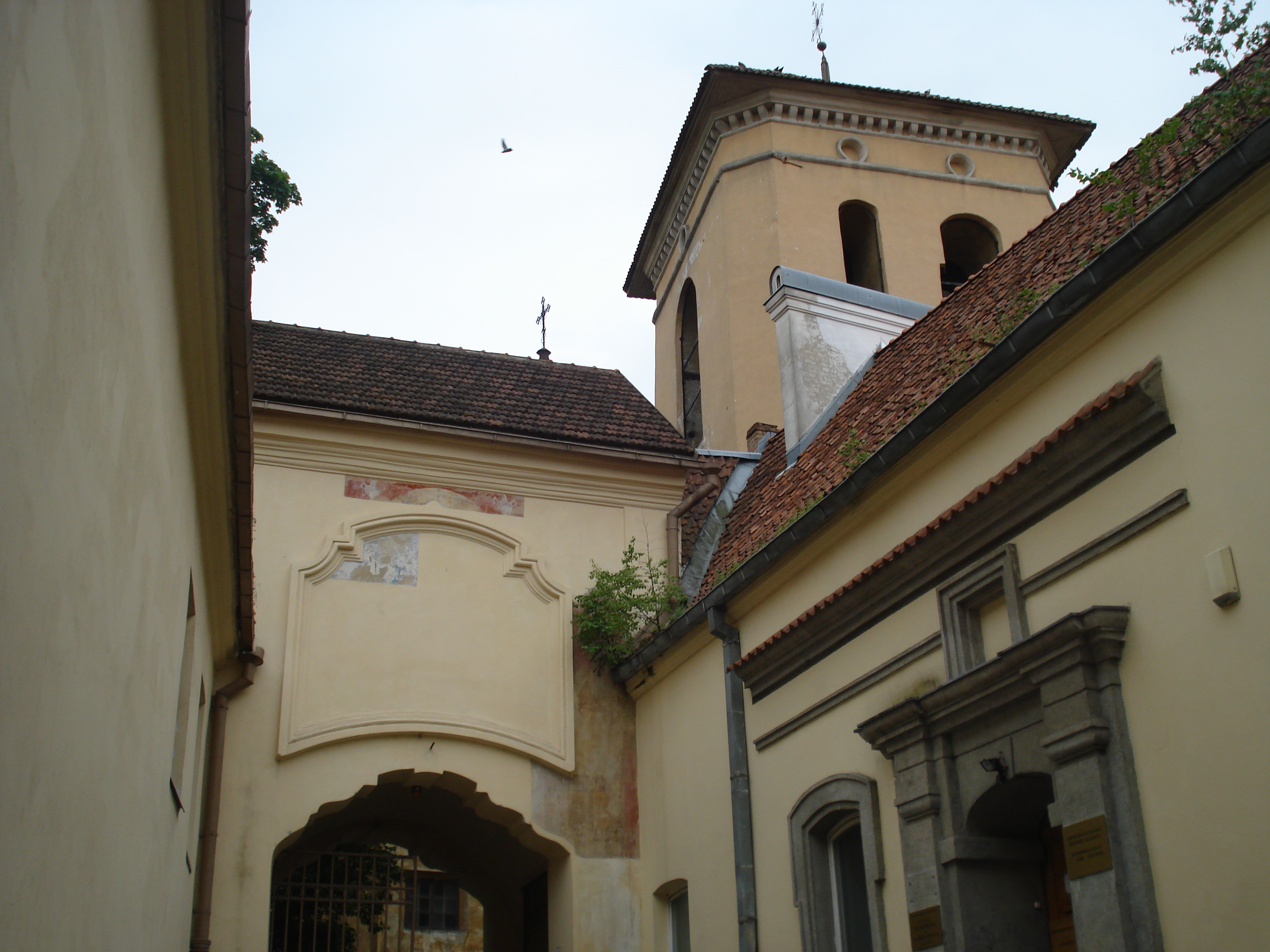
Portes intérieures et clocher
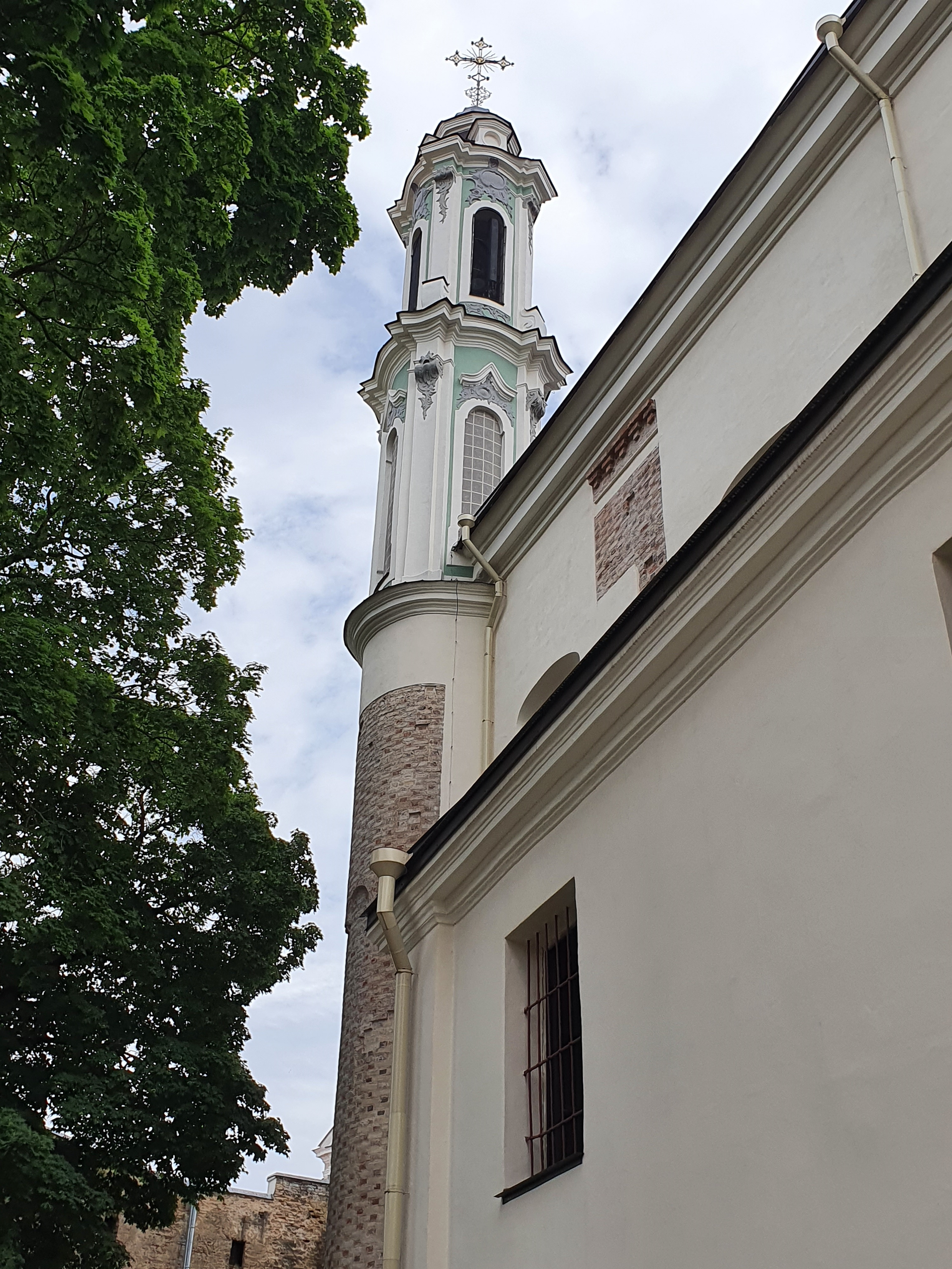
Une des tours de l'église